# Samuel Bowles
Samuel Bowles (New Haven, 6 gennaio 1939) è un economista statunitense.
Laureatosi alla Yale nel 1960, ha successivamente ottenuto un dottorato di ricerca in economia a Harvard nel 1965, è professore emerito presso l'Università del Massachusetts Amherst, dove ha tenuto corsi sulla microeconomia e sulla teoria delle istituzioni.
Attualmente è docente di economia presso l'Università di Siena e direttore del programma di ricerca in scienze comportamentali presso il Santa Fe Institute di Santa Fe (Nuovo Messico).
Nel 2006 è stato insignito del  premio Leontief per il suo notevole contributo alle teorie economiche presso il Global Development and Environment Institute.

## Studi e interessi accademici
Sul suo sito Internet presso il Santa Fe Institute, Bowles descrive i suoi due principali interessi accademici come:
1. l'evoluzione parallela delle preferenze, delle istituzioni e del comportamento, con particolare riferimento allo studio empirico e attraverso modelli dell'evoluzione culturale, l'importanza e l'evoluzione delle motivazioni non personali nella spiegazione del comportamento e l'applicazione di questi studi alle aree di indirizzo politico, come i diritti della proprietà intellettuale, l'economia dell'educazione e le politiche dei programmi redistributivi governativi;
2. le cause e le conseguenze delle diseguaglianze economiche, con riferimento alla relazione tra la distribuzione non omogenea della ricchezza, i contratti imperfetti e la governance delle transazioni economiche nelle aziende, nei mercati, nelle famiglie e nelle comunità.[1]

Bowles ha spesso collaborato con il suo ex collega Herbert Gintis, un altro professore emerito dell'Università del Massachusetts Amherst; ad entrambi Martin Luther King chiese di scrivere delle linee guida per la marcia in programma nel 1968 a Memphis, appena prima della quale venne assassinato.